# Pfortaderthrombose

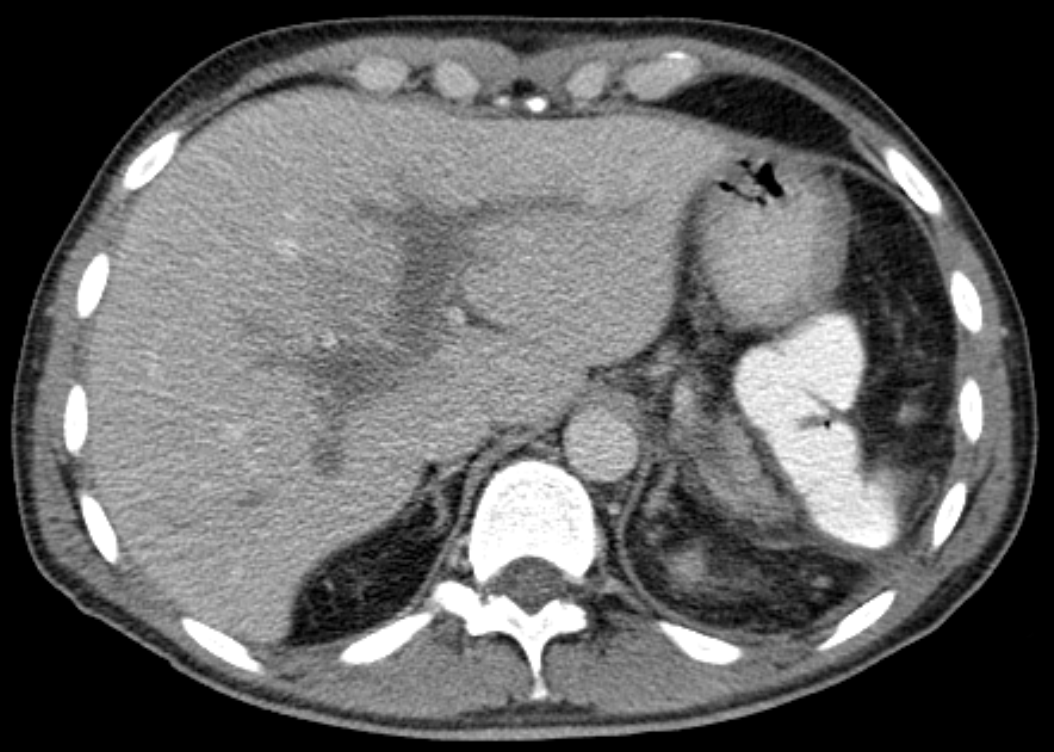
Pfortaderthrombose in der Computertomographie. Die Pfortader und ihre Äste in der Leber stellen sich dunkel, also nicht regelrecht mit Kontrastmittel gefüllt dar (portalvenöse Kontrastmittelphase).

Die Pfortaderthrombose ist eine Gefäßerkrankung, bei der sich ein Blutgerinnsel (Thrombus) in der Pfortader der Leber gebildet hat. Die Pfortader (Vena portae) sammelt das Blut aus den unpaaren Bauchorganen (Magen, Dünndarm, Dickdarm, Teile des Mastdarms, Bauchspeicheldrüse, Milz) und führt es der Leber zu. Sind nur einzelne Zuflüsse der Pfortader betroffen, spricht man je nach Lokalisation von einer Mesenterialvenenthrombose oder einer Milzvenenthrombose. Die Pfortaderthrombose wurde erstmals 1868 von Balfour und Stewart beschrieben.

## Symptome
Je nach Lage und Größe der Pfortaderthrombose kann sie völlig unbemerkt verlaufen oder durch Stauungszeichen der abflussgestörten Organgebiete Symptome bereiten. Die Pfortaderthrombose kann zu Ösophagusvarizen, hämorrhoidenartigen Rectumvarizen, einer Milzvergrößerung und zu Aszites führen. Sie kann auch die Leberfunktion erheblich beeinträchtigen, da der Blutfluss zur Leber stark reduziert wird.

## Ursachen
Eine Pfortaderthrombose entsteht sehr selten spontan ohne erkennbare Ursache. Meist liegt eine andere Erkrankung der Thrombose zugrunde. So kann eine schwere Pankreatitis oder ein Pankreastumor zur Verlegung und Thrombose der Pfortader oder Milzvene führen. Auch Lebertumoren und andere Leberkrankheiten können Ursache sein.
Jede vermehrte Blutgerinnungsneigung (Thrombophilie) kann auch zu einer Pfortaderthrombose führen. Ursachen einer Gerinnungsstörung (Hyperkoagulabilität) können sein:
- eine erblich bedingte oder medikamentös hervorgerufene verstärkte Blutgerinnung, z. B. APC-Resistenz
- eine erblich oder medikamentös verminderte Fähigkeit, Blutgerinnsel aufzulösen (siehe Fibrinolyse)
- bestimmte Nahrungsmittel oder Toxine, die Einfluss auf die Blutgerinnung haben
- Schwangerschaft
- Dehydratation (erhöhte Blutviskosität)
- bakteriell bedingte Thrombose bei Neugeborenen mit Nabelschnurinfektion.
- (vor allem) in der Frühphase nach einer Milzentfernung (siehe Splenektomie)

## Diagnose
Die Diagnose der Pfortaderthrombose erfolgt durch Ultraschall, Computertomographie mit Kontrastmittel oder Kernspintomographie. Da sich die frische Thrombose von der durchflossenen Pfortader sonografisch nur wenig unterscheidet, ist sie im Ultraschall leicht zu übersehen. Oft kann erst die Farbdoppleruntersuchung eine Klärung herbeiführen.
Fibrinspaltprodukte als Abbauprodukt von Thromben können mit einem D-Dimer-Test im Blut nachgewiesen werden.

## Therapie
Die Pfortaderthrombose wird wie jede andere Thrombose durch gerinnungshemmende Medikamente wie Heparin oder Marcumar behandelt (Antikoagulation). Eine Lungenemboliegefahr besteht allerdings nicht. Ösophagusvarizen als Folgeerscheinung der chronischen Pfortaderthrombose können endoskopisch behandelt werden (in der Regel durch Gummibandligatur). Außerdem wird die auslösende Vorerkrankung therapiert. Diese ist oft wichtiger für die Prognose des Patienten als die Thrombose selbst.